# Catalina San Martín Cavada
Catalina Sofía San Martín Cavada (Santiago, 9 de diciembre de 1986) es una abogada y política chilena. En las elecciones municipales de 2024 fue elegida alcaldesa de la comuna de Las Condes.

## Biografía
Nacida en Santiago, estudió becada en el Colegio Nuestra Señora del Camino en La Reina, para luego ingresar a Bachillerato en Ciencias Sociales y Humanidades y a la carrera de Derecho en la Pontificia Universidad Católica de Chile (PUC), carrera que pagó con crédito universitario y el apoyo de sus tíos. Allí fue compañera de Ricardo Neumann, Manuel José Ossandón Lira, y Ruggero Cozzi.
En 2010 se postuló al centro de estudiantes de la Facultad de Derecho. Perdió frente a la lista de derecha gremialista liderada por Cozzi.
Cursó un magíster en Políticas Públicas en la Escuela de Gobierno de la misma universidad. Asimismo, cuenta con estudios sobre niñez y políticas públicas que realizó en la Universidad de Chile.
Como abogada tiene experiencia trabajando con fundaciones del mundo privado.
Está casada desde 2011 con Andrés Morandé y tienen cuatro hijos juntos.

## Carrera política
En 2017 se integró a Evópoli, partido con el que se presentó al Concejo Municipal de Las Condes en 2021 y salió electa con la quinta mayoría. Ese mismo año fue elegida como jefa de bancada de los concejales de Evópoli.
En octubre de 2023 renunció a su militancia y criticó el rol pasivo que los concejales de su partido y de su coalición Chile Vamos adoptaron frente a las acusaciones de malversación de fondos públicos que afectaron a la entonces alcaldesa de Las Condes, Daniela Peñaloza.
En abril de 2024 oficializó su candidatura a la alcaldía de Las Condes como independiente y con el apoyo del partido Amarillos por Chile. También recibió el apoyo de Demócratas en septiembre de 2024, luego de que la candidata del conglomerado de Chile Vamos, Marcela Cubillos, se viera afectada por la filtración de su cuestionado sueldo y su rol en la Universidad San Sebastián. Al mismo tiempo, su ex partido, Evópoli, emitió un comunicado dando libertad de acción a sus militantes.
En octubre de 2024 su candidatura como alcaldesa recibió el apoyo de líderes del Partido Liberal en desmedro de la candidata del oficialismo, Constanza Schönhaut.
En las elecciones municipales del 26 y 27 de octubre del mismo año fue electa alcaldesa de Las Condes con el 39,92% de los votos válidamente emitidos.

## Historial electoral
| Año  | Tipo                    | Territorio | Pacto          | Partido | Votos  | %     | Resultado |
| ---- | ----------------------- | ---------- | -------------- | ------- | ------ | ----- | --------- |
| 2021 | Municipales a concejal  | Las Condes | Chile Vamos    | EVO     | 5 516  | 3.85  | Concejala |
| 2024 | Municipales a alcaldesa | Las Condes | Fuera de pacto | Ind.    | 77 560 | 39.92 | Alcaldesa |